# Statue équestre de Stonewall Jackson
La statue équestre Stonewall Jackson est une statue équestre en bronze du militaire sécessionniste américain Thomas Jonathan Jackson, dit Stonewall Jackson, située à Charlottesville, en Virginie.

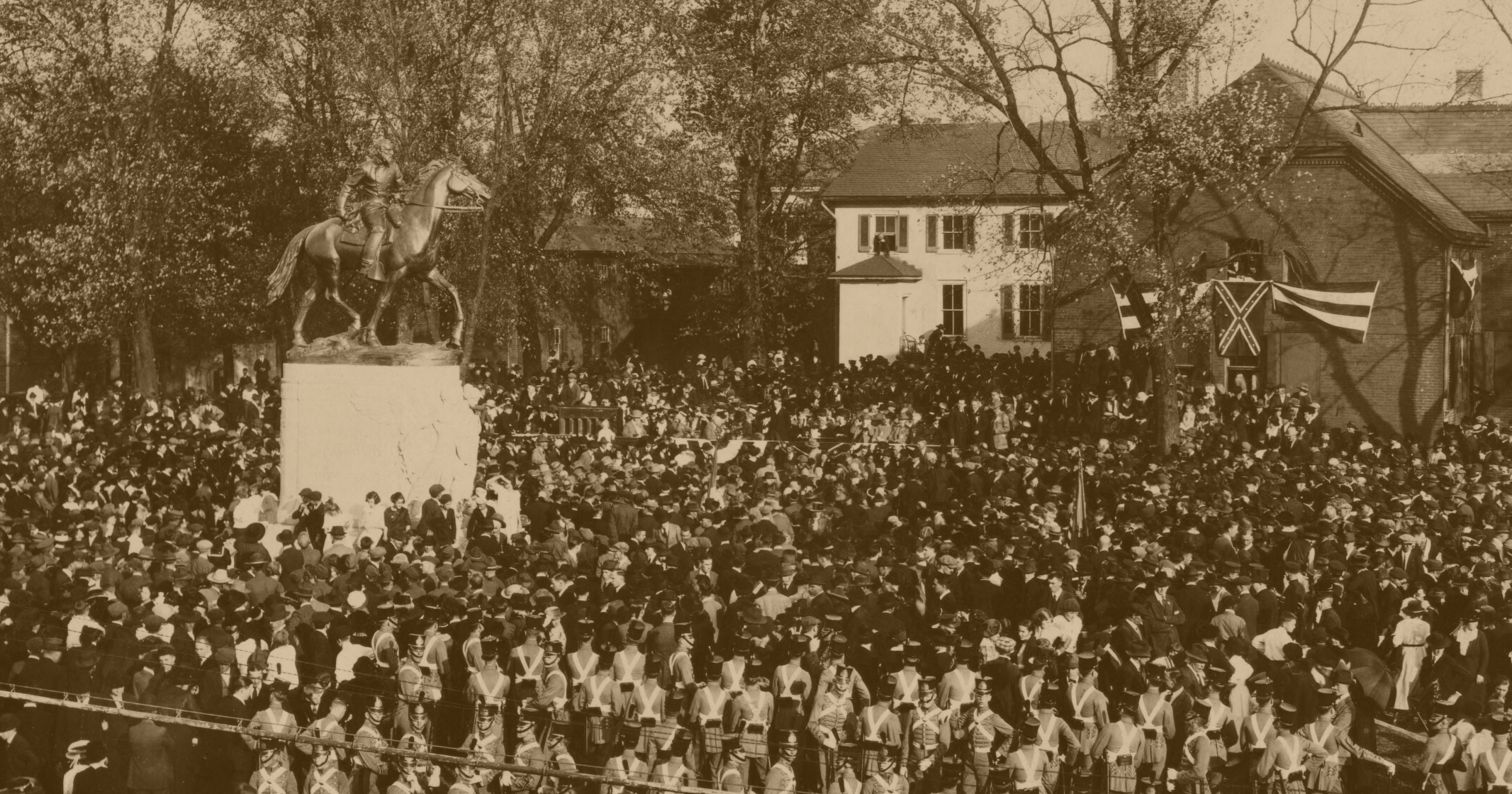
Inauguration en 1921.

Œuvre de Charles Keck érigée en 1921, elle est classée Virginia Historic Landmark depuis le 19 juin 1996 et est par ailleurs inscrite au Registre national des lieux historiques depuis le 16 mai 1997.
Alors que les statues de figures des États confédérés font polémique à la fin des années 2010, la municipalité ne réussit initialement pas à faire voter le déboulonnage de cette statue, contrairement à ce qui été obtenu pour la statue équestre de Robert Edward Lee. Le parc dans lequel est installée la statue de Jackson a néanmoins été renommé parc de la Justice. La statue est vandalisée en 2019. En 2021, le conseil municipal vote finalement le retrait de la statue.